# Stångbådan (öster om Iskmo Ön, Korsholm)
Stångbådan är en ö i Finland.   Den ligger i den ekonomiska regionen  Vasa ekonomiska region  och landskapet Österbotten, i den västra delen av landet, 400 km nordväst om huvudstaden Helsingfors.